# Glen Lyon, Pennsylvania
Glen Lyon är en ort i Luzerne County i delstaten Pennsylvania, USA.